# Michael L. Klein

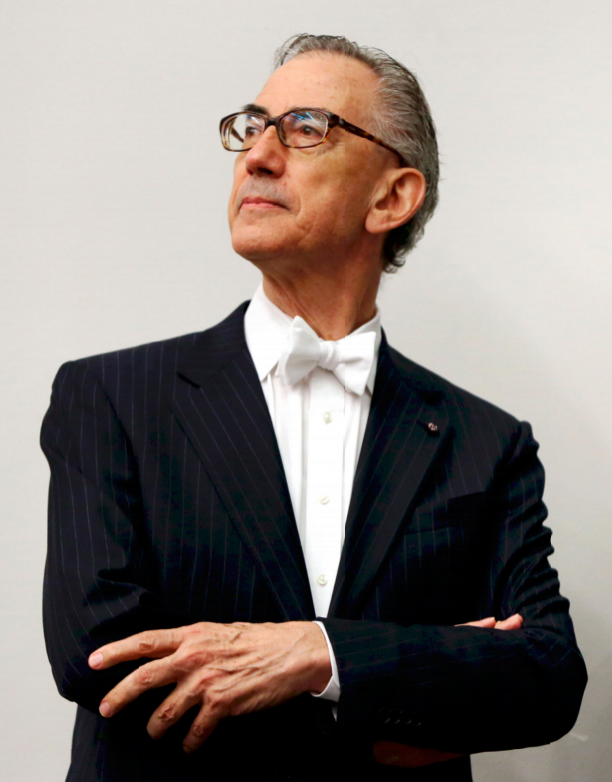
Michael L. Klein, 2022

Michael Lawrence Klein (* 13. März 1940 in London) ist ein britischer Chemiker, der sich mit molekularer Simulation befasst.
Klein studierte Chemie an der University of Bristol mit dem Bachelor-Abschluss 1961 und der Promotion 1964. Von 1968 bis 1987 forschte er für den National Research Council of Canada und war danach Professor an der University of Pennsylvania und Direktor des Center for Molecular Modeling.
Er befasst sich mit Computer-Chemie und Computer-Physik, speziell in statistischer Mechanik, intermolekularen Wechselwirkungen und Modellierung flüssiger Phasen (elektrisch leitende Flüssigkeiten, Monolagen u. a.), ungeordneter molekularer Systeme, molekularer Festkörper und biophysikalischer Systeme (wie Modelle von Membranen, Mizellen, Membran-Proteinen). Seine Forschungen liegen in einem breiten Spektrum von Themen von der Festkörperphysik, Materialwissenschaft, Chemie und Biochemie bis zur molekularen Biophysik.
1999 erhielt Klein den Aneesur-Rahman-Preis und 2008 den Peter Debye Award. Er ist Fellow der American Physical Society (1991), der Royal Society (2003), der National Academy of Sciences (2009) und der American Academy of Arts and Sciences (2003). 2018 wurde er zum auswärtigen Mitglied der Academia Europaea gewählt.